# Apterostigma wasmannii
Apterostigma wasmannii é uma espécie de inseto do gênero Apterostigma, pertencente à família Formicidae.